# ランボルギーニミュージアム
ランボルギーニミュージアム（Museo Lamborghini）「MUDETEC」（Museum of Technology）は、自動車（スーパーカー）メーカーランボルギーニの博物館である。本社、製造工場と同じくイタリア・ボローニャ県サンターガタ・ボロニェーゼに所在する。

## 概要
2001年に2階建ての博物館がオープンした。

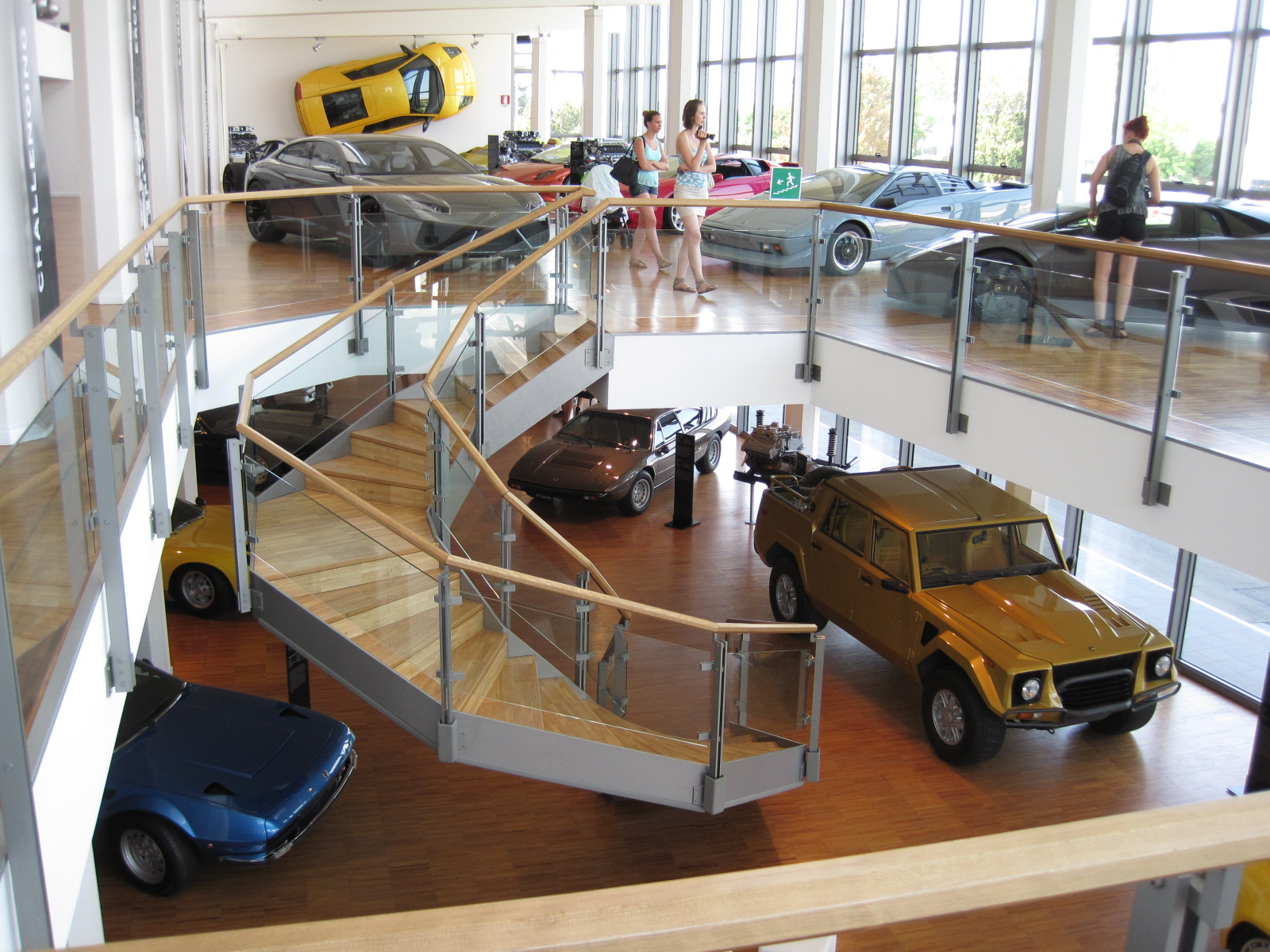
Museo Lamborghini

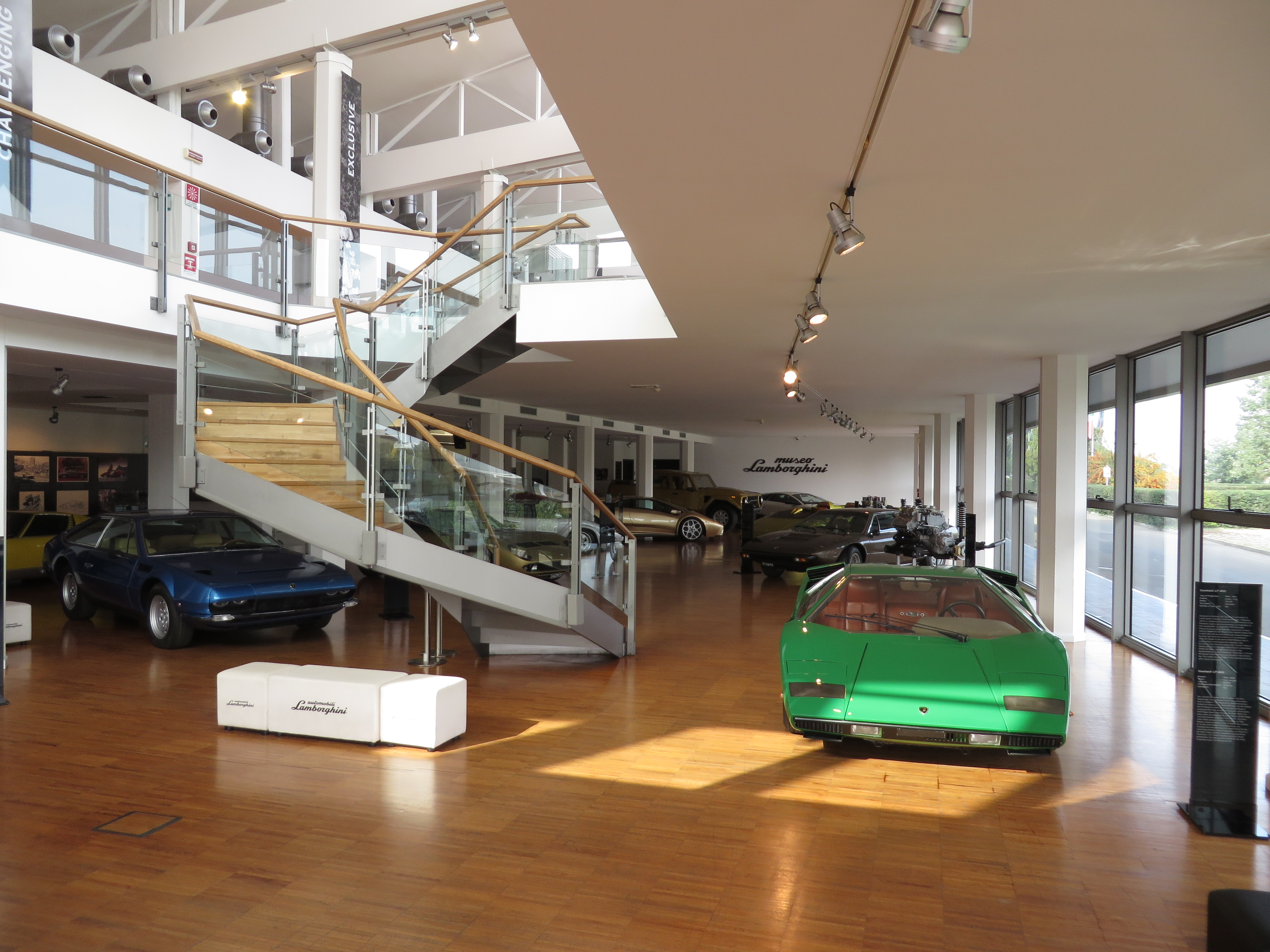
Museo Lamborghini

2016年6月に改装され、より多くのモデルの展示スペースを提供。
2019年4月26日　「ランボルギーニ・ミュージアムMUDETEC（Museo Delle Tecnologie、テクノロジー博物館）」としてリニューアル。